# 목포석현초등학교
목포석현초등학교는 대한민국 전라남도 목포시에 있는 초등학교다.

## 학교 연혁
- 2005년 3월 1일 개교(초등 26학급, 유치원 2학급)
- 2016년 3월 1일 전라남도목포교육지원청지정 인성교육중심수업 연구학교 운영
- 2017년 3월 1일 전라남도교육청지정 음악교육중심수업 연구학교 운영
- 2018년 3월 1일 제9대 김상국 교장 부임
- 2019년 2월 15일 제14회 졸업식( 졸업생 138명, 누계 2,153명)
- 2019년 3월 1일 초등학교 37학급, 병설유치원 2학급 편성

## 학교 동문
영화 덕혜옹주와 군함도 등의 영화 에 출연한 엑스트라 아역배우가 졸업한 곳이라고 한다.

## 학교 상징
- 교화 - 동백꽃 : 동백꽃은 겸손한 마음, 신중, 침착을 나타냄
- 교목 - 소나무 : 소나무는 절개와 인내, 당당함을 나타냄
- 교색 - 노랑 : 노란색은 기쁨과 평화를 나타냄